# Арабатски залив
Арабатския залив (на руски: Арабатский залив; на украински: Арабатська затока; на кримскотатарски: Arabat körfezi, Арабат корьфези) е залив в южната част на Азовско море, в Република Крим на Русия. Дължина 20 km, ширина на входа от нос Казантип на изток до Арабатската стрелка на запад 45 km. Западните му брегове са ниски, а южните и югоизточните – стръмни. Почти навсякъде в близост до бреговете му има плитчини с ширина до 1 km и дълбочина до 5 m, в които са разпръснати подводни и надводни камъни. В средните му части дълбочината достига 8 – 10 m. До 7 – 8 m дълбочина дъното е песъчливо, а надолу – тинесто. През лятото температурата на водата достига 22 – 28 °C, а зимата пада до -0,3 – +2 °C и поради слабата соленост тя замръзва. Използва се за летуване и риболов. На източния му бряг е разположен град Шчелково, а по южното му крайбрежие селата Семьоновка и Заводское.